# Comuna Groșii Țibleșului, Maramureș
Groșii Țibleșului este o comună în județul Maramureș, Transilvania, România, formată numai din satul de reședință cu același nume.
Comuna Groșii Țibleșului a fost înființată în 2003, prin legea Nr. 334 din 8 iulie 2003. în urma căreia satul Groșii Țibleșului a fost desprins din Comuna Suciu de Sus, Maramureș pentru a forma o comună de sine stătătoare.

## Demografie
Componența etnică a comunei Groșii Țibleșului
     Români (94,2%)
     Maghiari (1,9%)
     Alte etnii (0,81%)
     Necunoscută (3,09%)
Componența confesională a comunei Groșii Țibleșului
     Ortodocși (89,02%)
     Romano-catolici (5,94%)
     Alte religii (1,38%)
     Necunoscută (3,66%)
Conform recensământului efectuat în 2021, populația comunei Groșii Țibleșului se ridică la 2.103 locuitori, în creștere față de recensământul anterior din 2011, când fuseseră înregistrați 2.095 de locuitori. Majoritatea locuitorilor sunt români (94,2%), cu o minoritate de maghiari (1,9%), iar pentru 3,09% nu se cunoaște apartenența etnică. Din punct de vedere confesional, majoritatea locuitorilor sunt ortodocși (89,02%), cu o minoritate de romano-catolici (5,94%), iar pentru 3,66% nu se cunoaște apartenența confesională.

## Politică și administrație
Comuna Groșii Țibleșului este administrată de un primar și un consiliu local compus din 11 consilieri. Primarul, Nicolaie Burzo[*], de la Partidul Național Liberal, este în funcție din 2008. Începând cu alegerile locale din 2024, consiliul local are următoarea componență pe partide politice:
|  | Partid                          | Consilieri | Componența Consiliului | Componența Consiliului | Componența Consiliului | Componența Consiliului | Componența Consiliului | Componența Consiliului | Componența Consiliului | Componența Consiliului | Componența Consiliului |
|  | ------------------------------- | ---------- | ---------------------- | ---------------------- | ---------------------- | ---------------------- | ---------------------- | ---------------------- | ---------------------- | ---------------------- | ---------------------- |
|  | Partidul Național Liberal       | 9          |                        |                        |                        |                        |                        |                        |                        |                        |                        |
|  | Alianța pentru Unirea Românilor | 1          |                        |                        |                        |                        |                        |                        |                        |                        |                        |
|  | Partidul Social Democrat        | 1          |                        |                        |                        |                        |                        |                        |                        |                        |                        |

## Atracții turistice
- Rezervația naturală "Arcer-Țibleș Bran" (150 ha)
- Valea Izei și Dealul Solovan (sit de importanță comunitară inclus în rețeaua europeană Natura 2000).